# Lerchenberg (Erkheim)
Lerchenberg ist ein Ortsteil des oberschwäbischen Marktes Erkheim im Landkreis Unterallgäu in Bayern.

## Geographie
Das Dorf liegt etwa 1,5 Kilometer nördlich von Erkheim und ist mit diesem über die Kreisstraße MN 13 verbunden, welche nördlich des Ortes verläuft. Südlich befindet sich der Oberweiher, westlich das Waldstück Untere Halde. Die Flächen rund um den Weiler sind überwiegend landwirtschaftlich genutzt. Südöstlich liegt der Rollenberg.

## Geschichte
Als der Oberweiher abgelassen wurde, wurde ein spitzhackiges Beil mit gespickten Bahnen, einer geschliffenen Schneide und durchbohrten Hammer aus der Jungsteinzeit entdeckt. Dies deutet bereits auf eine sehr frühe Besiedelung des Bereichs hin. Erstmals wurde der Ort 1469 geschichtlich fassbar, als Jörg Mangolt diesen an Gerbhard Gäb verkaufte. Der Memminger Bürger Konrad Ott erbaute im Ort 1500 ein Schloss. Im Jahre 1693 gehörte die niedere und hohe Gerichtsbarkeit zum Scheller'schen Viertel von Erkheim. Das Kloster Ottobeuren gelangte in deren Besitz im Jahre 1719.

## Baudenkmäler
Unter Denkmalschutz steht in dem Ort das ehemalige Schloss, siehe Liste der Baudenkmäler in Lerchenberg.

## Ehemaliger Tierpark
Von 1971 bis 1987 befand sich am Waldrand bei Lerchenberg ein privater Tierpark, auch Lerchenberger Zoo genannt, auf einem ca. 1,5 ha großen Gelände. Es wurden neben vielen anderen Tieren auch Raubtiere, Schimpansen und Affen ausgestellt. Das Gelände mit den meisten Gebäuden ist Stand 2021 noch vorhanden und befindet sich in Privatbesitz. 48° 2′ 50,2″ N, 10° 18′ 52,5″ O